# 1994-es labdarúgó-világbajnokság-selejtező (CONCACAF)
Az 1994-es labdarúgó-világbajnokság selejtezőjének CONCACAF-zónájában összesen 24 nemzet versenyzett az 1,25 helyért. Az Egyesült Államok rendezőként automatikus részvevője volt a tornának. Kuba visszalépésével végül 22 csapat vett részt a selejtezőkben.

## Lebonyolítás
- Karibi zóna: a 14 csapat három fordulóban egyenes kieséses rendszerben döntötte el a továbbjutás sorsát. A három győztes bejutott a második fordulóba. Kuba visszalépésével Saint Vincent és a Grenadine-szigetek automatikusan bejutott a következő körbe.
- Közép-amerikai zóna: a 6 csapategyenes kieséses rendszerben döntötte el a továbbjutás sorsát. A három győztes bejutott a második fordulóba.
- Második forduló: Mexikó és Kanada kiemeltként kapott helyet a második fordulóban és mellettük a hat csapatnak volt lehetősége bejutni a döntő fordulóba. A 8 csapatot két darab 4 tagú csoportba sorsolták, ahol oda-visszavágós alapon megmérkőztek egymással. Az első két helyen végző csapat bejutott a harmadik fordulóba.

- Harmadik forduló: A harmadik fordulóba jutott mind a négy csapat megmérkőzött egymás ellen oda-visszavágós alapon. Az első helyezett kijutott az 1994-es világbajnokságra, a második helyen végző csapat pedig interkontinentális pótselejtezőt játszott az óceániai zóna győztesével.

## Karibi zóna

### 1. selejtezőkör
| 1. csapat             | Össz.Tooltip Aggregate score | 2. csapat                             | 1. mérk. | 2. mérk. |
| --------------------- | ---------------------------- | ------------------------------------- | -------- | -------- |
| Dominikai Köztársaság | 2–3                          | Puerto Rico                           | 1–2      | 1–1      |
| Saint Lucia           | 2–3                          | Saint Vincent és a Grenadine-szigetek | 1–0      | 1–3      |

### 2. selejtezőkör
| 1. csapat                             | Össz.Tooltip Aggregate score | 2. csapat          | 1. mérk. | 2. mérk. |
| ------------------------------------- | ---------------------------- | ------------------ | -------- | -------- |
| Bermuda                               | 2–2 (i.g.)                   | Haiti              | 0–1      | 2–1      |
| Jamaica                               | 3–1                          | Puerto Rico        | 2–1      | 1–0      |
| Holland Antillák                      | 1–4                          | Antigua és Barbuda | 1–1      | 0–3      |
| Guyana                                | 2–3                          | Suriname           | 1–2      | 1–1      |
| Barbados                              | 1–5                          | Trinidad és Tobago | 1–2      | 0–3      |
| Saint Vincent és a Grenadine-szigetek | játék nélkül1                | Kuba               | —        | —        |

1 Kuba visszalépett.

### Első forduló
| 1. csapat          | Össz.Tooltip Aggregate score | 2. csapat                             | 1. mérk. | 2. mérk. |
| ------------------ | ---------------------------- | ------------------------------------- | -------- | -------- |
| Antigua és Barbuda | 1–5                          | Bermuda                               | 0–3      | 1–2      |
| Trinidad és Tobago | 2–3                          | Jamaica                               | 1–2      | 1–1      |
| Suriname           | 1–2                          | Saint Vincent és a Grenadine-szigetek | 0–0      | 1–2      |

## Közép-amerikai zóna

### Első forduló
| 1. csapat | Össz.Tooltip Aggregate score | 2. csapat  | 1. mérk. | 2. mérk. |
| --------- | ---------------------------- | ---------- | -------- | -------- |
| Guatemala | 0–2                          | Honduras   | 0–0      | 0–2      |
| Nicaragua | 1–10                         | Salvador   | 0–5      | 1–5      |
| Panama    | 2–5                          | Costa Rica | 1–0      | 1–5      |

## Második forduló

### A csoport
| Hely. | Csapat                                | M | Gy | D | V | G+ | G– | Gk  | P  | Továbbjutás                   |     | Mexikó | Honduras | Costa Rica | Saint Vincent és a Grenadine-szigetek |
| ----- | ------------------------------------- | - | -- | - | - | -- | -- | --- | -- | ----------------------------- | --- | ------ | -------- | ---------- | ------------------------------------- |
| 1.    | Mexikó                                | 6 | 4  | 1 | 1 | 22 | 3  | +19 | 13 | Bejutott a harmadik fordulóba |     | —      | 2–0      | 4–0        | 11–0                                  |
| 2.    | Honduras                              | 6 | 4  | 1 | 1 | 14 | 6  | +8  | 13 | Bejutott a harmadik fordulóba |     | 1–1    | —        | 2–1        | 4–0                                   |
| 3.    | Costa Rica                            | 6 | 3  | 0 | 3 | 11 | 9  | +2  | 9  |                               |     | 2–0    | 2–3      | —          | 5–0                                   |
| 4.    | Saint Vincent és a Grenadine-szigetek | 6 | 0  | 0 | 6 | 0  | 29 | −29 | 0  |                               | 0–4 | 0–4    | 0–1      | —          |                                       |

### B csoport
| Hely. | Csapat   | M | Gy | D | V | G+ | G– | Gk | P  | Továbbjutás                   |     | Salvador | Kanada | Jamaica | Bermuda |
| ----- | -------- | - | -- | - | - | -- | -- | -- | -- | ----------------------------- | --- | -------- | ------ | ------- | ------- |
| 1.    | Salvador | 6 | 4  | 1 | 1 | 12 | 6  | +6 | 13 | Bejutott a harmadik fordulóba |     | —        | 1–1    | 2–1     | 4–1     |
| 2.    | Kanada   | 6 | 2  | 3 | 1 | 9  | 7  | +2 | 9  | Bejutott a harmadik fordulóba |     | 2–3      | —      | 1–0     | 4–2     |
| 3.    | Jamaica  | 6 | 1  | 2 | 3 | 6  | 9  | −3 | 5  |                               |     | 0–2      | 1–1    | —       | 3–2     |
| 4.    | Bermuda  | 6 | 1  | 2 | 3 | 7  | 12 | −5 | 5  |                               | 1–0 | 0–0      | 1–1    | —       |         |

## Harmadik forduló
| Hely. | Csapat   | M | Gy | D | V | G+ | G– | Gk  | P  | Továbbjutás                     |     | Mexikó | Kanada | Salvador | Honduras |
| ----- | -------- | - | -- | - | - | -- | -- | --- | -- | ------------------------------- | --- | ------ | ------ | -------- | -------- |
| 1.    | Mexikó   | 6 | 5  | 0 | 1 | 17 | 5  | +12 | 15 | Bejutott a harmadik fordulóba   |     | —      | 4–0    | 3–1      | 3–0      |
| 2.    | Kanada   | 6 | 3  | 1 | 2 | 10 | 10 | 0   | 10 | Interkontinentális pótselejtező |     | 1–2    | —      | 2–0      | 3–1      |
| 3.    | Salvador | 6 | 2  | 0 | 4 | 6  | 11 | −5  | 6  |                                 |     | 2–1    | 1–2    | —        | 2–1      |
| 4.    | Honduras | 6 | 1  | 1 | 4 | 7  | 14 | −7  | 4  |                                 | 1–4 | 2–2    | 2–0    | —        |          |

## Interkontinentális pótselejtező
| 1. csapat | Össz.Tooltip Aggregate score | 2. csapat  | 1. mérk. | 2. mérk. |
| --------- | ---------------------------- | ---------- | -------- | -------- |
| Kanada    | 3–3 (1–4)                    | Ausztrália | 2–1      | 1–2      |

## Kijutott csapatok
Az alábbi két csapat jutott ki a CONCACAF-zónából az 1994-es labdarúgó-világbajnokságra.
| Csapat           | Kijutás               | Kijutás dátuma  | Korábbi szereplés a világbajnokságon                     |
| ---------------- | --------------------- | --------------- | -------------------------------------------------------- |
| Egyesült Államok | Rendező               | 1988. július 4. | 4 (1930, 1934, 1950, 1990)                               |
| Mexikó           | A 3. forduló győztese | 1993. május 9.  | 9 (1930, 1950, 1954, 1958, 1962, 1966, 1970, 1978, 1986) |